# Bob Bert
Bob Bert je americký rockový bubeník, známý díky tomu, že v osmdesátých letech 20. století bubnoval v hudební skupině Sonic Youth. Bert s kapelou nahrál jejich tři počáteční alba Confusion Is Sex, Sonic Death a Bad Moon Rising. Po vydání Bad Moon Rising Bert skupinu opustil a na jeho místo nastoupil Steve Shelley.